# Direction du Racing Club de Strasbourg

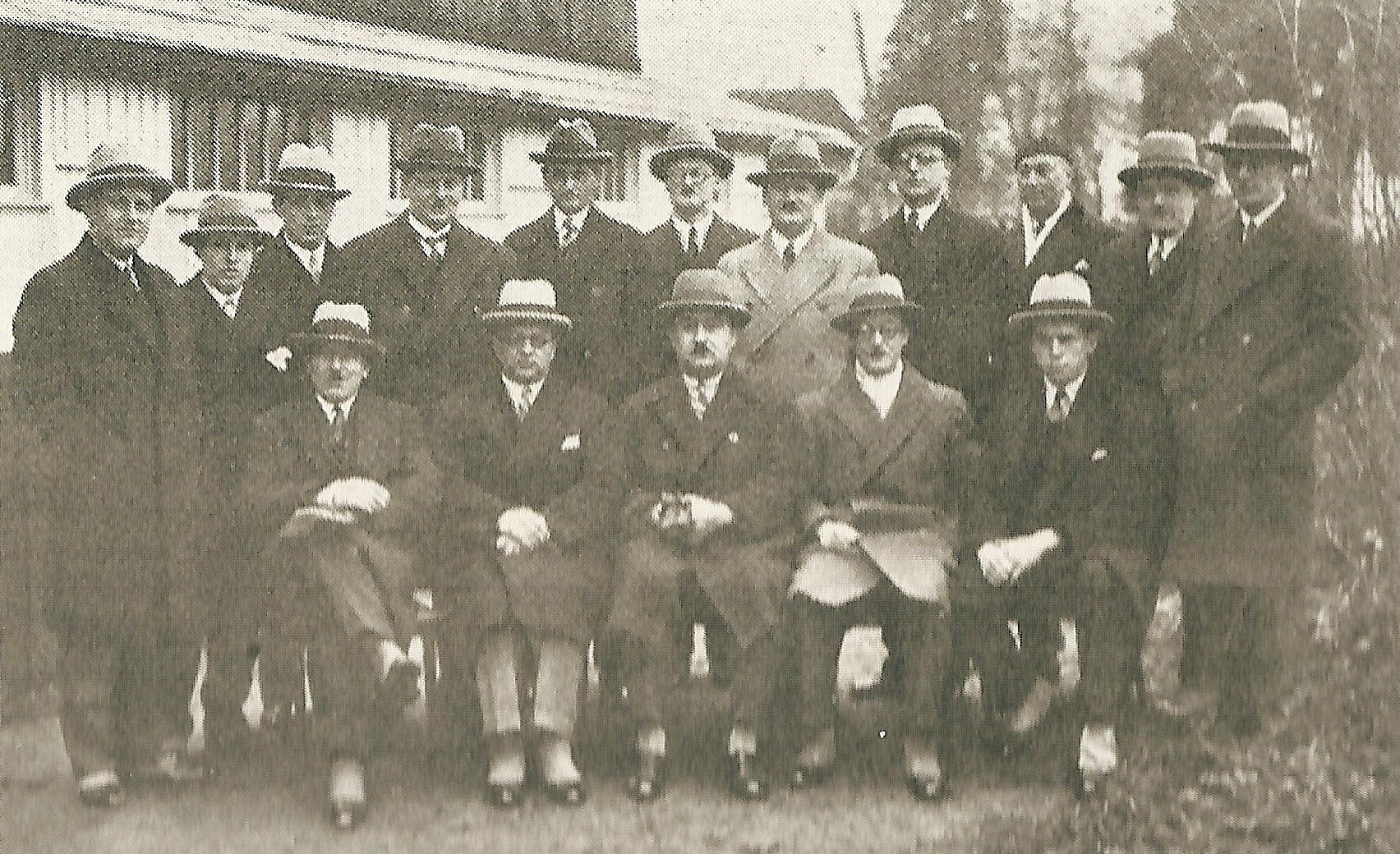
La direction du club est assurée en 1930 par un comité central. Joseph Heintz (assis, deuxième de la droite), devient le premier président de la section professionnelle en 1933.

La direction du Racing Club de Strasbourg est l'entité qui est responsable de la direction opérationnelle et du fonctionnement du club de football français du Racing Club de Strasbourg. La direction du club évolue en fonction de la structure juridique du club et de son propriétaire ou de son actionnariat.
Créé comme équipe scolaire en 1906, le RC Strasbourg, alors dénommée FC Neudorf, se transforme en club libre en 1909. Cette même année, le club de football devient un club omnisports et un premier président est nommé. Le RC Strasbourg omnisports et sa section football sont dirigés par Charles Belling de 1919 à 1933. En 1933, le club de football prend le statut professionnel. Le premier président de la section professionnelle est Joseph Heintz, qui occupe le poste de 1933 à 1952 puis de 1962 à 1968. La municipalité de Strasbourg, engagé financièrement dans le club jusque dans les années 1990, fait évoluer le club du statut d'association à celui de société anonyme d'économie mixte locale sportive (SAEMLS) en 1990, puis à celui de société anonyme à objet sportif (SAOS) en 1996 afin de le privatiser un an plus tard. Cette même année 1997, l'association Racing Club de Strasbourg de football est créée pour devenir l'association support de la SAOS en lieu et place de l'association Racing Club de Strasbourg omnisports. Au début des années 2000, le club devient une société anonyme sportive professionnelle (SASP), qui est liquidé en 2011. Le club, redevenu amateur, relève depuis de l'association Racing Club de Strasbourg de football.

## Propriété et structure juridique

### Équipe scolaire puis associative (1906-1933)
L'équipe du club, alors dénommé FC Neudorf, est créée en 1906 avec le statut d'équipe scolaire. Le club opte trois ans plus tard pour le statut associatif, ce qui lui permet d'obtenir son affiliation à la ligue de football d'Allemagne du Sud cette même année,. En 1909, le club de football devient un club omnisports avec la création, en plus de l'équipe de football, d'une section d'athlétisme. Après la Première Guerre mondiale et alors que l'omnisports se diversifie avec l'ajout d'une section de basket-ball et de tir, la section football rejoint la Fédération française de football (FFF) et les compétitions françaises en 1919 tout en gardant son statut amateur et associatif.

### Passage au statut professionnel puis au statut de société anonyme (1933-1997)
Comme bon nombre de clubs de la moitié nord de la France, le RC Strasbourg refuse le professionnalisme à son introduction en 1932 au moment de la création du championnat de France de football. Un an plus tard, le club se prononce à une large majorité pour le passage au statut professionnel. Malgré ce changement de statut, la section football reste au sein du club associatif de l'omnisports. Du passage au professionnalisme jusqu'aux années 1990, l'équipe de football professionnelle du Racing est ainsi gérée par l'association du Racing Club de Strasbourg omnisports. L'omnisports est l'association support de l'équipe professionnelle et possède à ce titre l'agrément de la fédération.

#### Fusion avec les Pierrots de Strasbourg (1970-1976)

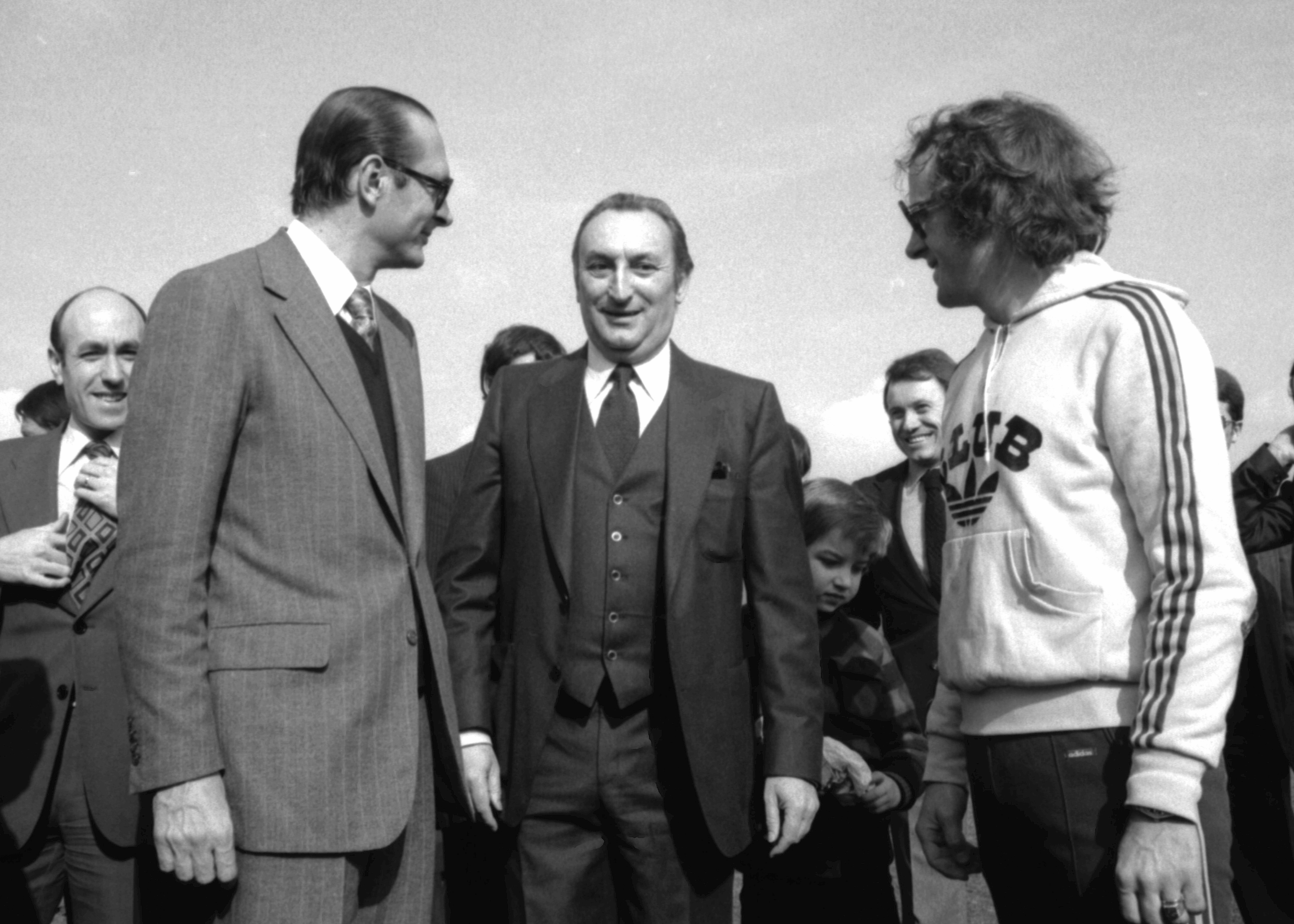
Jacques Chirac, André Bord et Gilbert Gress en 1979.

Après quelques saisons sans gloire et pour « regrouper toutes les forces vives du football strasbourgeois », le Racing fusionne en 1970 avec les Pierrots de Strasbourg, double champions de France amateurs, au terme de deux assemblées générales extraordinaires. Le 3 juin de cette année, le RCS devient ainsi le Racing Pierrots Strasbourg-Meinau (RPSM). Des anciens membres des Pierrots, insatisfaits par la fusion, recréent un club amateur, alors que le RPSM vit deux descentes en Division 2 en 1971 et 1976. Le club retrouve finalement son nom de Racing Club de Strasbourg au cours d'une assemblée générale extraordinaire le 15 octobre 1976.

#### Vers la privatisation (1990-1997)
| Ville de Strasbourg (49 %) | Ville de Strasbourg (49 %) | Ville de Strasbourg (49 %) | Ville de Strasbourg (49 %) | Ville de Strasbourg (49 %) | Ville de Strasbourg (49 %) |  |  | Omnisports RCS (6 %) | Omnisports RCS (6 %) | Omnisports RCS (6 %) | Omnisports RCS (6 %) | Omnisports RCS (6 %) | Omnisports RCS (6 %) |  |  | Investisseurs privés (45 %) | Investisseurs privés (45 %) | Investisseurs privés (45 %) | Investisseurs privés (45 %) | Investisseurs privés (45 %) | Investisseurs privés (45 %) |  |  |  |  |  |  |  |  |  |  |  |  |  |  |  |  |  |  |  |  |
| Ville de Strasbourg (49 %) | Ville de Strasbourg (49 %) | Ville de Strasbourg (49 %) | Ville de Strasbourg (49 %) | Ville de Strasbourg (49 %) | Ville de Strasbourg (49 %) |  |  | Omnisports RCS (6 %) | Omnisports RCS (6 %) | Omnisports RCS (6 %) | Omnisports RCS (6 %) | Omnisports RCS (6 %) | Omnisports RCS (6 %) |  |  | Investisseurs privés (45 %) | Investisseurs privés (45 %) | Investisseurs privés (45 %) | Investisseurs privés (45 %) | Investisseurs privés (45 %) | Investisseurs privés (45 %) |  |  |  |  |  |  |  |  |  |  |  |  |  |  |  |  |  |  |  |  |
|                            |                            |                            |                            |                            |                            |  |  |                      |                      |                      |                      |                      |                      |  |  |                             |                             |                             |                             |                             |                             |  |  |  |  |  |  |  |  |  |  |  |  |  |  |  |  |  |  |  |  |
|                            |                            |                            |                            |                            |                            |  |  | SAEMLS               |                      |                      |                      |                      |                      |  |  |                             |                             |                             |                             |                             |                             |  |  |  |  |  |  |  |  |  |  |  |  |  |  |  |  |  |  |  |  |

En 1990, le club gérant l'équipe professionnelle accuse un déficit de 92 millions de francs, dont 30 millions pour l'année 1989. La ville de Strasbourg prend en charge le déficit pour ne pas voir disparaître le club. Elle transforme en juillet 1990 le club en une société anonyme d'économie mixte locale sportive (SAEMLS). La municipalité de Strasbourg est alors le principal actionnaire du club à hauteur de 49 %, devant le Racing Club de Strasbourg omnisports pour 6 % et des investisseurs privés pour 45 %. Le capital du club s'élève à 5 millions de francs et malgré un excédent d'actifs de 20 millions de francs sur la saison 1993-1994, la mairie continue à financer le club à hauteur de 140 millions de francs entre 1990 et 1996.
En 1996, la ville de Strasbourg décide de modifier le statut du club en société anonyme à objet sportif (SAOS) afin de le privatiser. Ce changement de statut a comme buts le désengagement de la commune et la mise en conformité avec la loi Pasqua qui prévoit la disparition progressive des aides publiques aux clubs professionnels d’ici l’an 2000. Le 20 février 1997, le maire Catherine Trautmann annonce la vente des parts de la ville de Strasbourg au groupe IMG McCormack pour cinq millions de francs.

### Le club, une entreprise privée (1997-2011)

#### Sous la coupe d'IMG (1997-2003)

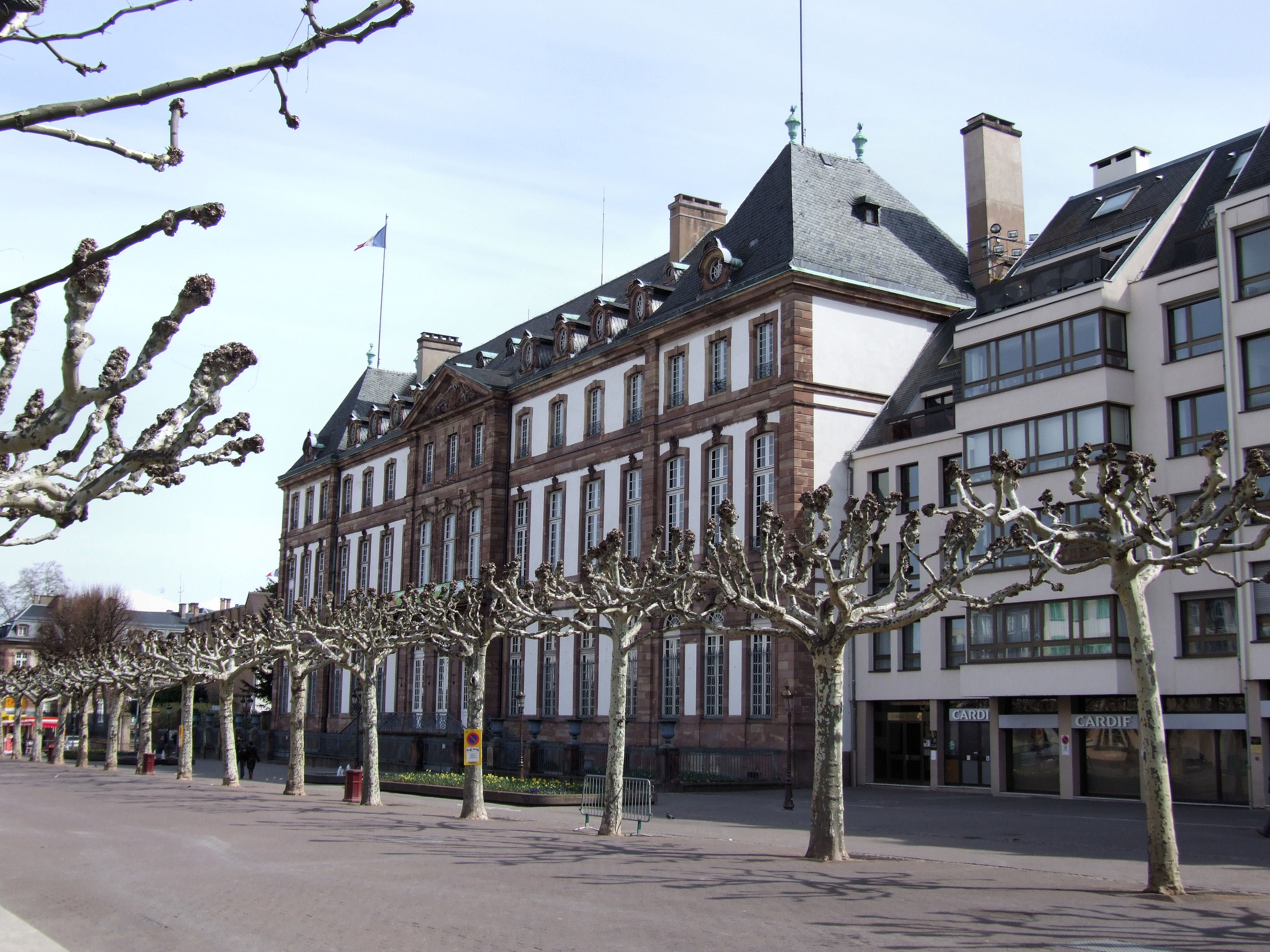
La mairie de Strasbourg, ici représentée par son hôtel de ville, vend ses parts au groupe IMG McCormack.

En 1997, la loi oblige l'association support d'une société anonyme à objet sportif à posséder au moins 33,34 % de cette société. Le nouveau président du RCS Patrick Proisy veut réduire l'influence du Racing Club de Strasbourg omnisports, qui est alors l'association support de l'équipe professionnelle, et crée dans ce but une nouvelle association, Racing Club de Strasbourg Football, pour gérer toutes les équipes amateurs du club. Une convention de cinq ans est alors conclue entre le club de football et l'omnisports, qui transmet l'agrément de la fédération à cette nouvelle association en échange du versement annuel de 2 millions de francs pour l'utilisation du nom Racing Club de Strasbourg par le club de football.
Au début des années 2000, le club devient une société anonyme sportive professionnelle (SASP). Le 1er juillet 2002, le président Patrick Proisy refuse de renouveler la convention liant le club à l'omnisports et conclut une autre convention avec l'association Racing Club de Strasbourg Football pour l'utilisation de la dénomination Racing Club. Le préfet du Bas-Rhin refuse d'homologuer cette convention au motif que la dénomination est propriété de l'omnisports et non du club de football amateur. Le Racing Club de Strasbourg omnisports refusant que le club professionnel continue de s'appeler « Racing Club », le litige est porté devant les tribunaux. L'omnisports obtient satisfaction : le club professionnel n'a plus le droit de s'appeler officiellement « Racing Club de Strasbourg » et le numéro d'affiliation du club est restitué à l'omnisports.

#### Revente du club (2003-2009)
En 2003, IMG McCormack revend la SASP possédant le club pour un euro symbolique à la holding Sportinvest d'un groupe d'actionnaires conduit par Egon Gindorf et Marc Keller,. Après ce rachat, le nouveau président du club Egon Gindorf trouve un accord avec l'omnisports pour l'utilisation du nom « Racing Club » jusqu'en 2004. Les deux parties s'entendent finalement sur la vente définitive de la marque et du nom à la société anonyme gérant l'équipe de football pour 1,8 million d'euros,, le club omnisports étant autorisé à garder le nom de « Racing Club de Strasbourg omnisports ».
En 2005, le groupe d'actionneurs aux commandes revend ses parts pour 2,2 millions d'euros à l'investisseur immobilier Philippe Ginestet, qui renomme la holding Sportinvest en EuroRacing. En juillet 2007, l'industriel Robert Lohr acquiert via la société RLS 79 20 % de la SASP pour la somme de 2 millions d'euros.
Au début de la saison 2009-2010, le capital social de la SASP est détenu à 78 % par la société EuroRacing (dont les actionnaires sont Philippe Ginestet à 70 % via sa holding Racing Investissements, Egon Gindorf à 16,31 %, Dominique Pignatelli à 12 %, Thierry Wendling à 1,06 % et Pierre Schmidt à 0,31 %), 20 % par la société RLS 79 (dont les actionnaires sont Robert Lohr et Léonard Specht), 1,33 % par l'association support Racing Club de Strasbourg Football et 0,67 % par des actionnaires minoritaires,.

#### Nouvel actionnariat et liquidiation de la société (2009-2011)
| FC Football Capital Limited (85 %) | FC Football Capital Limited (85 %) | FC Football Capital Limited (85 %) | FC Football Capital Limited (85 %) | FC Football Capital Limited (85 %) | FC Football Capital Limited (85 %) |                                 |                                 | Carousel Finance (15 %)         | Carousel Finance (15 %)         | Carousel Finance (15 %) | Carousel Finance (15 %) | Carousel Finance (15 %) | Carousel Finance (15 %) |               |               |               |               |              |              |              |              |  |  |  |  |  |  |  |  |  |  |  |  |  |  |  |  |  |  |  |  |
| FC Football Capital Limited (85 %) | FC Football Capital Limited (85 %) | FC Football Capital Limited (85 %) | FC Football Capital Limited (85 %) | FC Football Capital Limited (85 %) | FC Football Capital Limited (85 %) |                                 |                                 | Carousel Finance (15 %)         | Carousel Finance (15 %)         | Carousel Finance (15 %) | Carousel Finance (15 %) | Carousel Finance (15 %) | Carousel Finance (15 %) |               |               |               |               |              |              |              |              |  |  |  |  |  |  |  |  |  |  |  |  |  |  |  |  |  |  |  |  |
|                                    |                                    |                                    |                                    |                                    |                                    |                                 |                                 |                                 |                                 |                         |                         |                         |                         |               |               |               |               |              |              |              |              |  |  |  |  |  |  |  |  |  |  |  |  |  |  |  |  |  |  |  |  |
|                                    |                                    |                                    |                                    | Racing Investis- sements (70 %)    | Racing Investis- sements (70 %)    | Racing Investis- sements (70 %) | Racing Investis- sements (70 %) | Racing Investis- sements (70 %) | Racing Investis- sements (70 %) |                         |                         | Autres (30 %)           | Autres (30 %)           | Autres (30 %) | Autres (30 %) | Autres (30 %) | Autres (30 %) |              |              |              |              |  |  |  |  |  |  |  |  |  |  |  |  |  |  |  |  |  |  |  |  |
|                                    |                                    |                                    |                                    | Racing Investis- sements (70 %)    | Racing Investis- sements (70 %)    | Racing Investis- sements (70 %) | Racing Investis- sements (70 %) | Racing Investis- sements (70 %) | Racing Investis- sements (70 %) |                         |                         | Autres (30 %)           | Autres (30 %)           | Autres (30 %) | Autres (30 %) | Autres (30 %) | Autres (30 %) |              |              |              |              |  |  |  |  |  |  |  |  |  |  |  |  |  |  |  |  |  |  |  |  |
|                                    |                                    |                                    |                                    |                                    |                                    |                                 |                                 |                                 |                                 |                         |                         |                         |                         |               |               |               |               |              |              |              |              |  |  |  |  |  |  |  |  |  |  |  |  |  |  |  |  |  |  |  |  |
| RLS 79 (20 %)                      | RLS 79 (20 %)                      | RLS 79 (20 %)                      | RLS 79 (20 %)                      | RLS 79 (20 %)                      | RLS 79 (20 %)                      |                                 |                                 | EuroRacing (78 %)               | EuroRacing (78 %)               | EuroRacing (78 %)       | EuroRacing (78 %)       | EuroRacing (78 %)       | EuroRacing (78 %)       |               |               | Autres (2 %)  | Autres (2 %)  | Autres (2 %) | Autres (2 %) | Autres (2 %) | Autres (2 %) |  |  |  |  |  |  |  |  |  |  |  |  |  |  |  |  |  |  |  |  |
| RLS 79 (20 %)                      | RLS 79 (20 %)                      | RLS 79 (20 %)                      | RLS 79 (20 %)                      | RLS 79 (20 %)                      | RLS 79 (20 %)                      |                                 |                                 | EuroRacing (78 %)               | EuroRacing (78 %)               | EuroRacing (78 %)       | EuroRacing (78 %)       | EuroRacing (78 %)       | EuroRacing (78 %)       |               |               | Autres (2 %)  | Autres (2 %)  | Autres (2 %) | Autres (2 %) | Autres (2 %) | Autres (2 %) |  |  |  |  |  |  |  |  |  |  |  |  |  |  |  |  |  |  |  |  |
|                                    |                                    |                                    |                                    |                                    |                                    |                                 |                                 |                                 |                                 |                         |                         |                         |                         |               |               |               |               |              |              |              |              |  |  |  |  |  |  |  |  |  |  |  |  |  |  |  |  |  |  |  |  |
|                                    |                                    |                                    |                                    |                                    |                                    |                                 |                                 | SASP                            |                                 |                         |                         |                         |                         |               |               |               |               |              |              |              |              |  |  |  |  |  |  |  |  |  |  |  |  |  |  |  |  |  |  |  |  |

En décembre 2009, Philippe Ginestet cède pour 1,6 million d'euros la société Racing Investissements, qui possède 54,6 % des parts du club, à la société anglaise FC Football Capital Limited du financier Alain Fontenla, qui en revend 15 % à la société Carousel Finance pour 1,5 million d'euros un mois plus tard,. Des tensions apparaissent très vite entre les actionnaires minoritaires et le nouvel actionnaire majoritaire. Face à une certaine défiance de l'environnement du club, Alain Fontenla, une personnalité liée à l'actionnaire majoritaire, se défend début mars 2010 dans les journaux locaux et nationaux pour expliquer sa volonté temporaire de revendre le club : « À Strasbourg, on est un peu dans une zone de non-droit. ».
Un groupe de repreneurs alsaciens propose de racheter les parts de Fontenla et Hilali. Ceux-ci retirent leur offre ce même mois de mars 2010. Alain Fontenla compare les pressions dont il fait l'objet pour quitter le club à des « méthodes de mafieux », provoquant l'indignation des collectivités locales strasbourgeoises, des autres actionnaires et de la Ligue de football professionnel. Un actionnaire minoritaire, Dominique Pignatelli, qualifie les nouveaux dirigeants de « voyous » après la descente du club en National en mai 2010. Ceux-ci l'attaquent en justice pour diffamation et injures publiques mais sont déboutés en première instance par le tribunal de grande instance de Paris qui estime que « le défendeur (Pignatelli) bénéficie de l'excuse de la provocation » des propos précédents de Fontenla, jugement confirmé en appel deux ans plus tard.
Le Racing Club de Strasbourg est dirigé en 2009-2010 par un conseil d'administration dont le président est Jean-Claude Plessis. Parmi les administrateurs du conseil d'administration se trouvent les anciens joueurs professionnels du club Léonard Specht, Éric Vogel et Thierry Wendling, fils de l'ancien international Jean Wendling.
En septembre 2010, le mode d'administration du club est modifié. Le conseil d'administration de neuf personnes est dissous et remplacé par un conseil de surveillance et un directoire élu par le conseil de surveillance. Ce dernier est composé de onze membres, et est présidé par l'actionnaire Alain Fontenla et vice-présidé par l'ancien président Jacky Kientz. Le pouvoir décisionnaire est aux mains du directoire, présidé par le président salarié du club Jean-Claude Plessis. Les deux autres membres du directoire sont Jafar Hilali, actionnaire majoritaire via sa société financière Carousel Finance, et Christophe Cornelie, le directeur général du club,,. À partir de mars 2011, la société Carousel Finance SA détient toutes les parts de la limited company 
FC Football Capital, holding de contrôle de la SASP.
En raison de difficultés financières rencontrées par le club, le tribunal de grande instance de Strasbourg prononce la liquidation de la SASP le 22 août 2011.

### Redémarrage sous forme d'association (2011)
Jusqu'à la liquidation de la SASP en août 2011, la société RC Strasbourg est liée par convention à l'association loi de 1901 Racing Club de Strasbourg Football, qui gère le centre de formation et les équipes amateurs du club, est titulaire du numéro d'affiliation de la Fédération française de football et possède 1,33 % du capital de la société. Après la liquidation de la société, c'est cette association qui reprend le club redevenu entre-temps amateur. Les trente membres fondateurs de l'association décident fin septembre 2011 de transmettre leurs droits de vote à un collège de douze membres, dont huit personnes sont ensuite nommées au conseil d'administration : le repreneur du club Frédéric Sitterlé, Henri Ancel, l'ancien directeur de la Ligue d'Alsace de football Erny Jacky, et les cinq ex-administrateurs de l'ancienne SASP André Bohn, Gérard Lehr, Richard Kleitz, Léonard Specht et Patrick Spielmann. Le financement de l'association est assuré par une société par actions simplifiée (SAS) nouvellement créée. À l'issue de la saison 2010-2011, une convention de gestion est conclue entre l'association et la nouvelle SAS), la gestion du club étant alors transférée à la SAS.
Un groupe de repreneurs formé autour de Marc Keller, ancien joueur et dirigeant du club, rachète la SAS ainsi que la dénomination du club le 21 juin 2012 pour deux fois l’euro symbolique. Les onze investisseurs sont Marc Keller, l’ex-président Egon Gindorf, Pierre Schmidt, Thierry Herrmann, Paul Adam, Thierry Wendling, Ivan Hasek, le recruteur du VfB Stuttgart Christophe Rempp, Pierre-Emmanuel Weil, l’ex-vice-président Patrick Adler et le champion du monde de rallye Sébastien Loeb. Au cours de l’assemblée générale du 10 juillet, l'association se réorganise autour de 45 membres statutaires qui ont un droit de vote, parmi lesquels on compte les onze actionnaires. Un nouveau conseil d'administration de quinze personnes est également choisi,. Le président Patrick Spielmann est réélu, le 23 juillet, à la tête de l'association par le conseil d'administration de l'association amateur du Racing Strasbourg. À la suite du soutien financier accru de la région Alsace, à hauteur de 600 000 euros annuellement pendant trois années dont 400 000 euros destinés au centre de formation, le club est officiellement renommé « Racing Club de Strasbourg Alsace ».
Au cours de l'été 2013, les parts de Sébastien Loeb sont rachetés par les dix autres actionnaires, lesquels procèdent à une augmentation de capital de 300 000 euros à l'issue de la saison 2012-2013 qui s'achève sur des pertes réduites de deux tiers à hauteur de 550 000 euros. Un an plus tard, sept actionnaires supplémentaires rejoignent le club, ce qui permet de réaliser une augmentation de capital de 425 000 euros.

## Présidents du club

### Historique
Ce sont vingt-sept présidents qui se succèdent à la tête du club depuis la nomination du premier président en 1909.

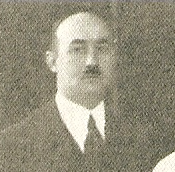
Charles Belling, ici lors de la saison de football 1922-1923, est président de 1919 à 1933.

De 1909 à 1933, le club est amateur et le président dirige toutes les sections sportives dont le football. Charles Belling, président de la section amateur de football jusqu'en 1933, reste à la direction du club omnisports jusqu'en 1959. Joseph Heintz est le premier président de la section professionnelle de football en 1933.
Deux présidents occupent la fonction à deux reprises sur deux périodes distinctes, Joseph Heintz des années 1930 aux années 1960 et Philippe Ginestet dans les années 2000. Joseph Heintz est aussi celui qui est le plus longtemps à la présidence du club à savoir pendant 25 ans. À l'autre extrémité, sept présidents se succèdent à la direction du club en l'espace de deux ans entre 2009 et 2010.
À la suite du désengagement de la municipalité de Strasbourg et de la privatisation du club en 1997, le nouveau président est Patrick Proisy, directeur de la filiale française du nouveau propriétaire IMG McCormack. Après le retrait du groupe de management sportif américain, l'entrepreneur Philippe Ginestet devient actionnaire majoritaire et président en 2005 avant de revendre ses parts au financier Jafar Hilali, qui est président lors de la saison 2010-2011.
Après la démission de Jafar Hilali du poste de président en juillet 2011, Sébastien Graeff, possible repreneur du club, est nommé à cette fonction lors d'une assemblée générale de la SASP « sans réelle valeur juridique ». Ce dernier renonce quelques jours plus tard à devenir propriétaire du club, et après l'engagement d'une procédure de redressement judiciaire, un administrateur judiciaire est nommé. La SASP est finalement liquidé en août 2011 et Patrick Spielmann, le président de l'association support RCS, devient de fait à cette date le président du club.

### Liste des présidents
Le tableau suivant liste les différents présidents du club de football du Racing Club de Strasbourg. Sauf indication contraire, les périodes indiquées dans le tableau commencent et se terminent respectivement en début et fin de saison, c'est-à-dire généralement en juin.
De la nomination du premier président en 1909 et jusqu'en 1933, le président de l'équipe de football est celui du club omnisports du Racing Club de Strasbourg. La section football a ensuite un président spécifique à partir de l'adoption par celle-ci du professionnalisme en 1933. À la perte du statut professionnel en 2011, le seul organe de gouvernance du club devient l'association gérant le centre de formation et les équipes amateurs du club. Le président du club est alors de facto le président de l'association. À la suite de la signature d'une convention de gestion entre l'association et la nouvelle société par actions simplifiée (SAS) à l'issue de la saison 2010-2011, c'est le président de cette dernière qui dirige le club.

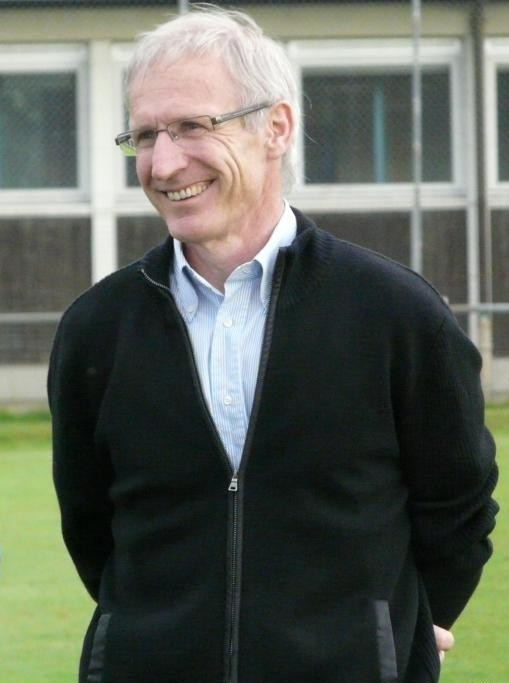
Léonard Specht, président en 2009.

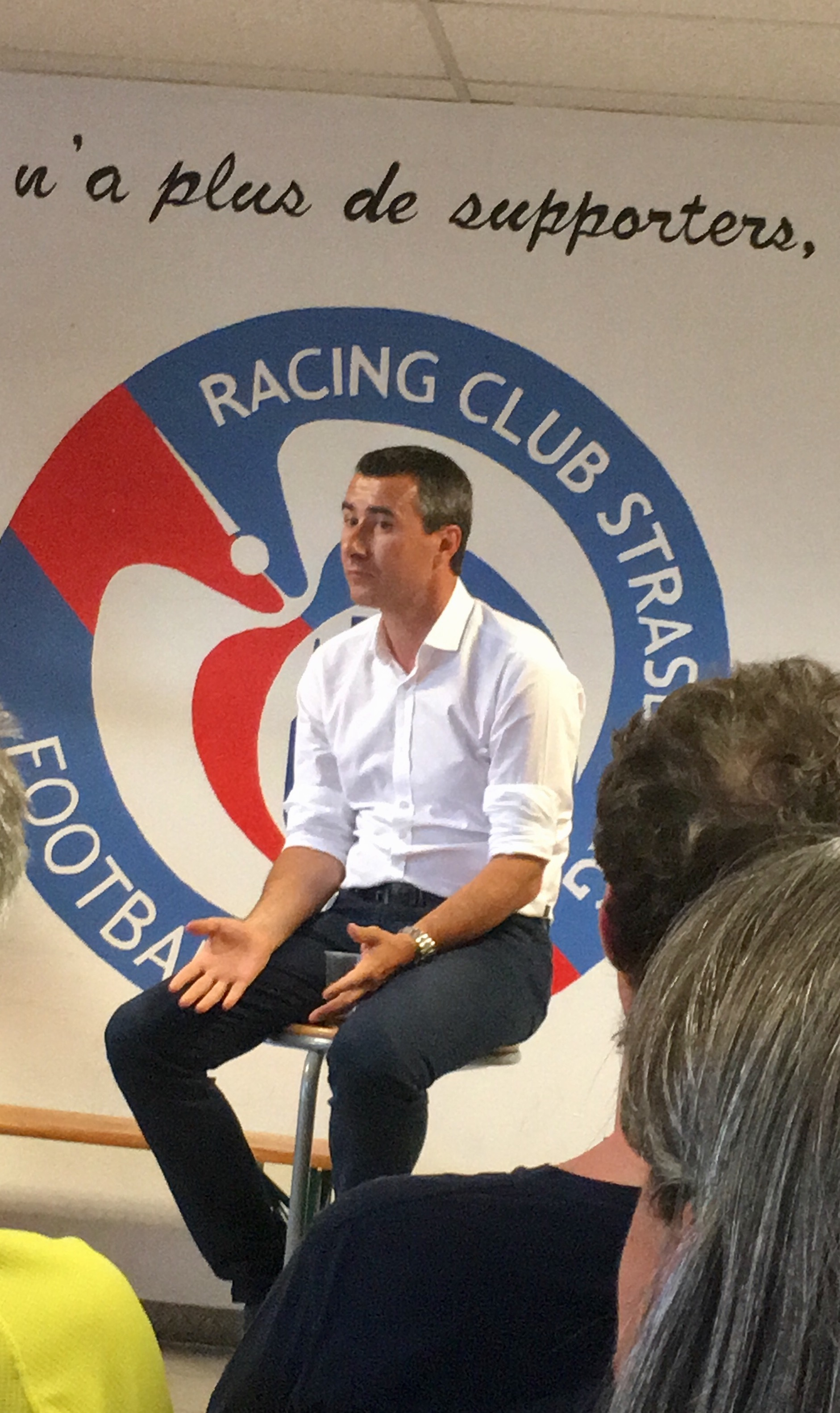
Marc Keller, ici en 2017, est président à partir de 2012.

| Rang | Nom                       | Période                      | Durée            |
| ---- | ------------------------- | ---------------------------- | ---------------- |
| 1    | Zuhlke                    | 1909                         |                  |
| 2    | R. Berger                 | 1909                         |                  |
| 3    | Louis Becker              | 1910–décembre 1918           | 8 ans et 6 mois  |
| 4    | Charles Belling           | janvier 1919–1933            | 14 ans et 6 mois |
| 5    | Joseph Heintz             | 1933–1952                    | 19 ans           |
| 6    | Willy Scheuer             | 1952–mars 1960               | 7 ans et 10 mois |
| 7    | Jean-Nicolas Muller       | avril 1960–1962              | 2 ans et 2 mois  |
| 8    | Joseph Heintz (2)         | 1962–novembre 1968           | 6 ans et 5 mois  |
| 9    | Alfred Wenger             | novembre 1968–décembre 1972  | 4 ans et 1 mois  |
| 10   | Philippe Fass             | décembre 1972–mai 1976       | 3 ans et 6 mois  |
| 11   | Alain Léopold             | mai 1976–1979                | 3 ans et 2 mois  |
| 12   | André Bord                | 1979–novembre 1985           | 6 ans et 5 mois  |
| 13   | Jean Willaume             | novembre 1985–septembre 1986 | 10 mois          |
| 14   | Daniel Hechter            | septembre 1986–janvier 1990  | 3 ans et 4 mois  |
| 15   | Jacky Kientz              | janvier 1990–septembre 1992  | 2 ans et 9 mois  |
| 16   | Jean Wendling             | septembre 1992–1994          | 1 an et 8 mois   |
| 17   | Roland Weller             | 1994–1997                    | 3 ans            |
| 18   | Patrick Proisy            | 1997–2003                    | 6 ans            |
| 19   | Egon Gindorf              | 2003–décembre 2005           | 2 ans et 6 mois  |
| 20   | Philippe Ginestet         | décembre 2005–2009           | 3 ans et 6 mois  |
| 21   | Léonard Specht            | 2009–août 2009               | 3 mois           |
| 22   | Philippe Ginestet (2)     | août–décembre 2009           | 3 mois           |
| 23   | Julien Fournier           | décembre 2009–février 2010   | 2 mois           |
| 24   | Luc Dayan                 | fév.–mars 2010               | 1 mois           |
| 25   | Jean-Claude Plessis       | mars–novembre 2010           | 8 mois           |
| 26   | Jafar Hilali              | novembre 2010–juillet 2011   | 8 mois           |
| -    | Administrateur judiciaire | juil.–août 2011              | 1 mois           |
| 27   | Patrick Spielmann         | août–oct. 2011               | 2 mois           |
| 28   | Frédéric Sitterlé         | oct.–décembre 2011           | 2 mois           |
| 29   | Patrick Spielmann (2)     | décembre 2011–juin 2012      | 6 mois           |
| 30   | Marc Keller               | depuis juin 2012             | en cours         |